# Ян Єнссон (вершник)
Ян Єнссон (швед. Jan Jönsson, 1944) — шведський вершник.
Бронзовий призер Олімпійських Ігор 1972 року в індивідуальному триборстві, учасник 1984 року.